# Факультет психологии МГУ
Факультет психологии Московского государственного университета имени М. В. Ломоносова — факультет Московского университета, существующий в качестве самостоятельного с 1966 года. В настоящее время в состав факультета психологии входят 11 кафедр и 5 научных лабораторий. Кроме того, при факультете действуют Центр переподготовки научных и преподавательских кадров МГУ (по психологии), Учебный центр по переподготовке работников вузов в области психолого-педагогических основ учебного процесса в высшей школе,
Отделение второго высшего и дополнительного образования, Школа юного психолога. Факультет психологии МГУ является базовым в Учебно Методическом Объединении (УМО) университетов РФ по психологии.
Сегодня на факультете психологии готовят психологов — дипломированных специалистов и магистров (по специальности: «030301-Психология» по 8 специализациям и по специальности: «030302-Клиническая психология»), аспирантов и докторантов по шести специальностям ВАК РФ. На факультете психологии обучаются около 1600 студентов и 130 аспирантов.
Научно-педагогическую деятельность на факультете ведут 145 кандидатов и 71 доктор психологических наук, в том числе 10 академиков и членов-корреспондентов Российской академии образования, 2 члена-корреспондента Российской академии наук.

## История факультета
Преподавание психологии в Московском университете велось в том или ином виде ещё со времен Императорского Московского университета. Отделение психологии как сравнительно самостоятельная административная единица была открыта в университете в 1943 году под руководством С. Л. Рубинштейна на базе философского факультета МГУ, где с того времени и проводилась профильная подготовка специалистов в области психологии. Тем не менее, вплоть до середины 1960-х годов в Советском Союзе психологическая наука не была оформлена как самостоятельная научная дисциплина, представленная на уровне факультетов учебных заведений.
Факультет психологии был впервые открыт в Московском университете 1 сентября 1966 г. по приказу руководителя Министерства высшего и среднего специального образования РСФСР В. Н. Столетова «Об организации факультетов психологии в Московском и Ленинградском университетах» (приказ No 628 от 6 декабря 1965 г.). Приказ министерства был закреплен на уровне университета соответствующим приказом № 492 по Московскому университету, подписанному 20 декабря 1965 года ректором МГУ И. Г. Петровским.
Таким образом, начиная с сентября 1966 года в СССР были открыты первые два факультета психологии, соответственно, в Москве и Ленинграде.

## Деканы факультета
- 1966—1979 — Алексей Николаевич Леонтьев.
- 1979—1986 — Алексей Александрович Бодалёв.
- 1986—2000 — Евгений Александрович Климов.
- 2000—2006 — Александр Иванович Донцов.
- C 2006 года — Юрий Петрович Зинченко.

## Кафедры факультета
1. Общей психологии
2. Психологии личности
3. Социальной психологии
4. Нейро- и патопсихологии
5. Психологии труда и инженерной психологии
6. Психофизиологии
7. Возрастной психологии
8. Психологии образования и педагогики
9. Методологии психологии
10. Психогенетики
11. Психологической помощи и ресоциализации
12. Экстремальной психологии
13. Психологии языка и преподавания иностранных языков

## Известные персоналии факультета
| - Абульханова, Ксения Александровна - Андреева, Галина Михайловна - Аракелов, Геннадий Гургенович - Асмолов, Александр Григорьевич - Базаров, Тахир Юсупович - Братусь, Борис Сергеевич - Величковский, Борис Митрофанович - Веракса, Александр Николаевич - Вилюнас, Витис Казиса - Войскунский, Александр Евгеньевич - Габай, Татьяна Васильевна - Гальперин, Пётр Яковлевич - Гиппенрейтер, Юлия Борисовна - Гозман, Леонид Яковлевич - Данилова, Нина Николаевна - Егорова, Марина Сергеевна - Ждан, Антонина Николаевна - Запорожец, Александр Владимирович - Зейгарник, Блюма Вульфовна - Зинченко, Владимир Петрович - Иванников, Вячеслав Андреевич - Измайлов, Чингиз Абильфазович - Карабанова, Ольга Александровна - Ковязина, Мария Станиславовна - Козловский Станислав Александрович | - Лебедев, Владимир Иванович - Лебединский, Виктор Васильевич - Леонова, Анна Борисовна - Леонтьев, Алексей Алексеевич - Леонтьев, Дмитрий Алексеевич - Логвиненко, Александр Дмитриевич - Лурия, Александр Романович - Микадзе, Юрий Владимирович - Небылицын, Владимир Дмитриевич - Нечаев, Николай Николаевич - Нуркова, Вероника Валерьевна - Петренко, Виктор Фёдорович - Петровская, Лариса Андреевна - Петухов, Валерий Викторович - Поляков, Юрий Фёдорович - Раевский, Александр Евгеньевич - Решетова, Зоя Алексеевна - Соколов, Евгений Николаевич - Талызина, Нина Фёдоровна - Тихомиров, Олег Константинович - Тхостов, Александр Шамилевич - Фабри, Курт Эрнестович - Хомская, Евгения Давыдовна - Черноризов, Александр Михайлович - Шмелёв, Александр Георгиевич - Эльконин, Даниил Борисович |